# Nick Smith Jr.
Nicholas "Nick" Smith Jr., född 18 april 2004 i Jacksonville i Arkansas, är en amerikansk professionell basketspelare (PG/SG) som spelar för Charlotte Hornets i National Basketball Association (NBA).
Han draftades av Charlotte Hornets i första rundan i 2023 års draft som 27:e spelare totalt.
Innan Williams blev proffs studerade han vid University of Arkansas och spelade för universitetets idrottsförening Arkansas Razorbacks.